# Urraul Alto
Urraul Alto (auch: Valle de Urraúl Alto, baskisch Urraulgoiti und Urraulpe) ist eine spanische Gemeinde (municipio) in der Comunidad Foral de Navarra. Sie gehört zur Comarca Pirinioaurrea und hat 136 Einwohner (Stand: 2024). Zur Gemeinde gehören die Ortschaften Ayechu, Imirizaldu, Irurozqui und Ongoz sowie den Weilern Adoáin, Arielz, Aristu, Elcóaz, Epároz, Ezcániz, Ozcoidi, Santa Fe, Zabalza, Artanga und den Wüstungen Guindano, Jacoisti, Larequi und Larráun. Der Verwaltungssitz befindet sich in Irurozqui.

## Lage
Urraul Alto liegt etwa 35 Kilometer ostsüdöstlich von Pamplona in einer Höhe von ca. 530 m am Irati.

## Sehenswürdigkeiten
- Hórreo de Santa Fe